# 佩里格法院宫

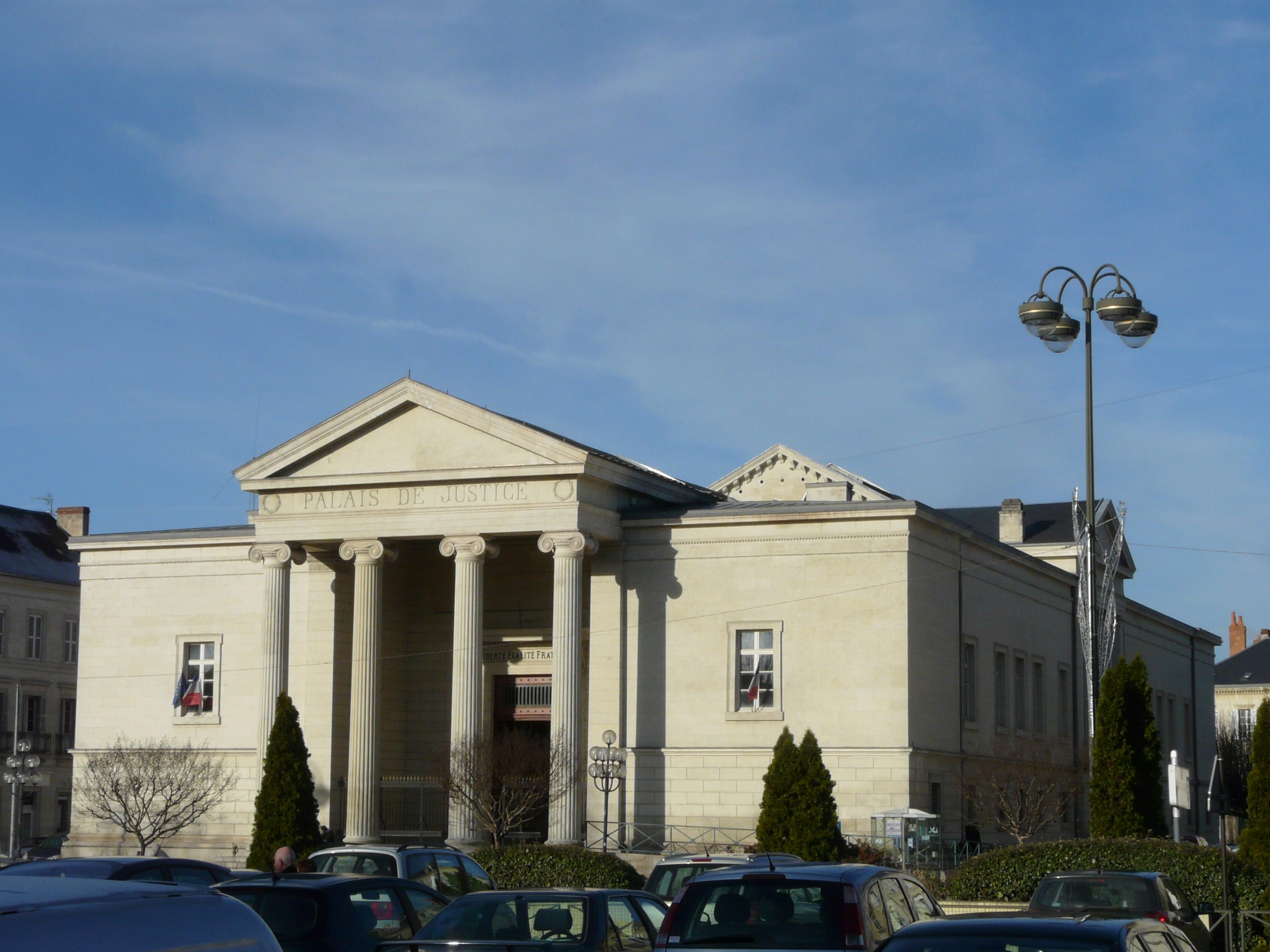

佩里格法院宫（Palais de justice de Périgueux）是一座19世纪法院建筑，位于法国新阿基坦大区多尔多涅省佩里格的蒙田大道19号。

## 历史
建筑师 Louis Catoire 在1827年提交了新法院的设计，以取代位于市政厅旁边的民事和刑事法院。新法院建于1829-1839年，位于今天的蒙田大道。
1997年，法院的门廊、大厅、楼梯、立面和屋顶列为法国历史古迹。
2012年，该建筑进行改建。计划于2013年完成，但延期至2015年12月。

## 建筑
这是一座新古典主义建筑，矩形平面，长56米，宽30米。灵感来自雅典卫城的神庙。

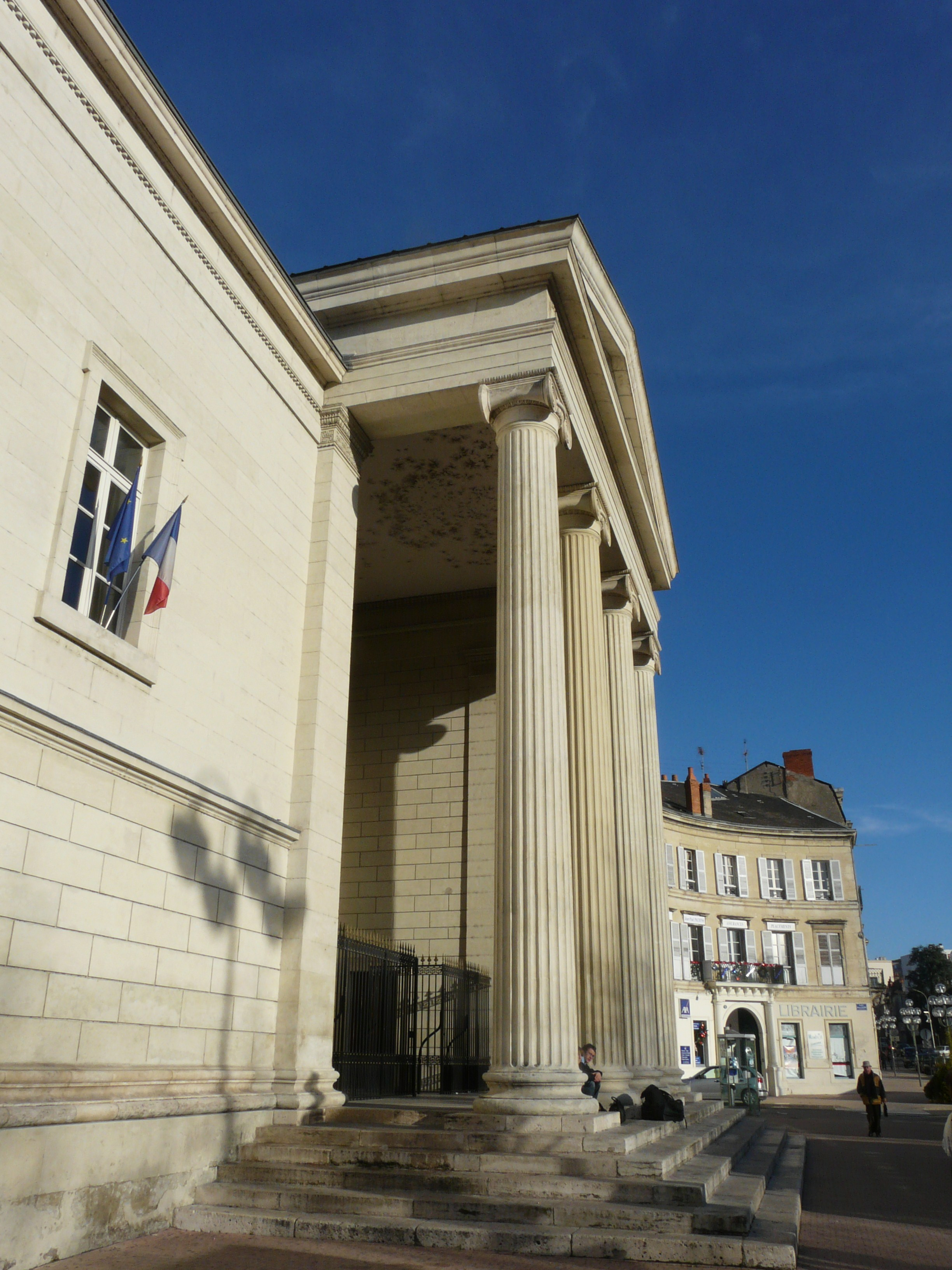
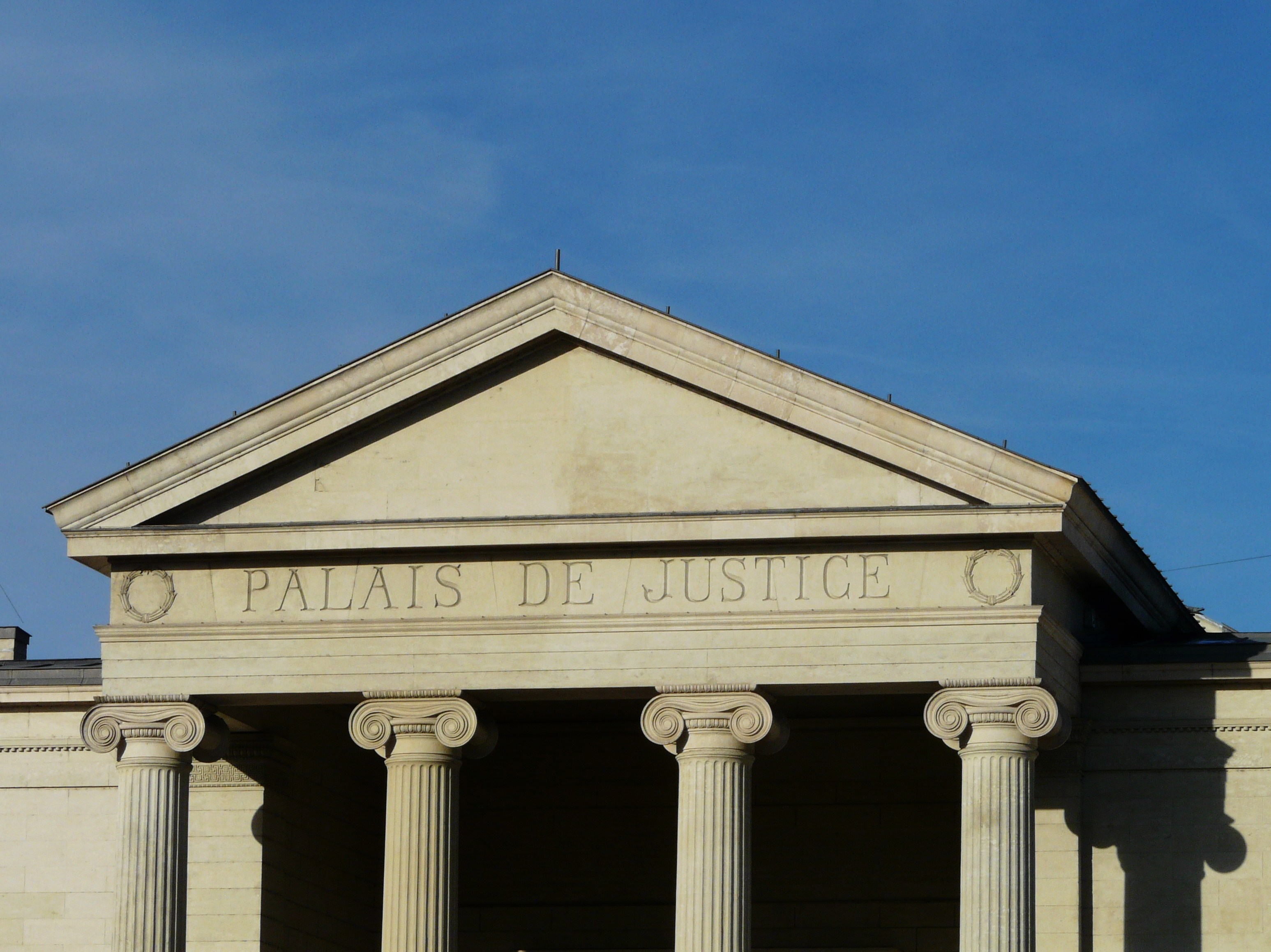
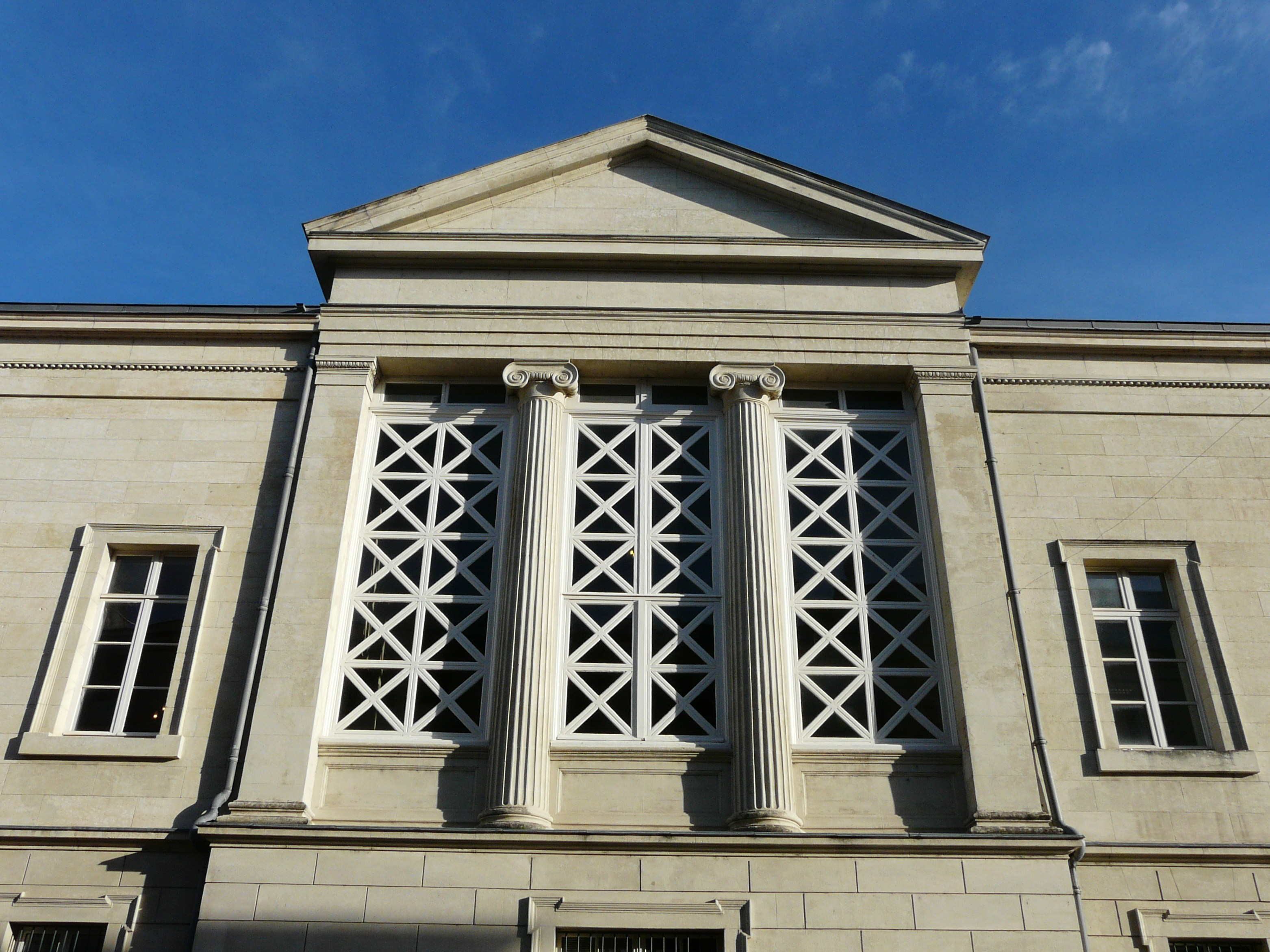
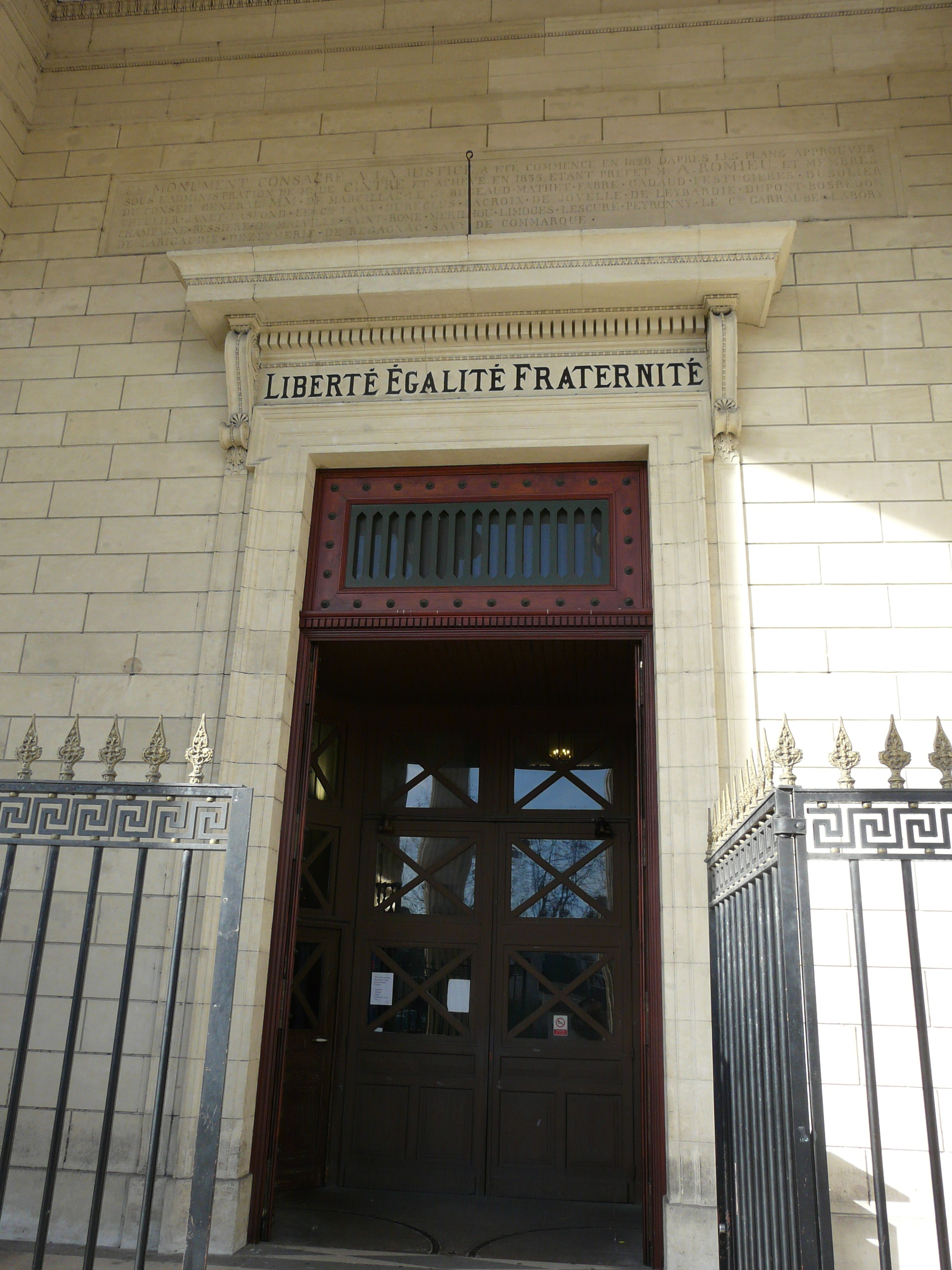